# Paisagem Tropical
Paisagem Tropical foi uma obra do pintor e designer brasileiro Eliseu Visconti (1866-1944) produzida em 1913.

## Contexto
Eliseu na época estava em seu atelier na Europa, França, onde foi afim de realizar a decoração do foyer do Theatro Municipal do Rio de Janeiro. Mais tarde teve que fugir do atelier temendo a invasão alemã, já que foi no período da Primeira Guerra Mundial.

## Descrição
A técnica usada foi Óleo sob tela e sua dimensão é de 59 x 44 cm, ela possui a assinatura de Eliseu no canto inferior direito e foi encontrada em Paris, com um rasgo na borda superior direita e parcialmente apagada, apenas coma data "13" legível abaixo da assinatura. Há predominância de tons de azul e verde misturados ao branco e ao marrom. Retrata uma floresta onde ao fundo podemos identificar o que aparenta ser um varal com roupas brancas penduradas.

## Análise
As cores usadas passam uma sensação de frieza e não seguem uma forma muito limitada, sendo uma obra mais abstrata e despreocupada com a simetria, levando em consideração os desenhos da própria natureza. A profundidade foi bem trabalhada com tons de vede e azul escuros e a tela parece bem dividida, em primeiro plano pela tonalidade esverdeada, e em segundo, azulada. As roupas brancas retratadas ao fundo levam a uma sensação de simplicidade, solidão e certo suspense.